# 米高·杜貝利
米高·韋恩·杜貝利（英語：Michael Wayne Duberry，1975年10月14日—），簡稱米高·杜貝利（Michael Duberry）出生在恩菲爾德鎮，是一名已退役的英格蘭足球運動員，司職後衛。

## 生平
杜貝利就讀於倫敦北的恩菲爾德文法學校。杜貝利的足球生涯在車路士展開，並在1993/94球季初次亮相，其後獲外借至般尼茅夫。杜貝利代表車路士合共上陣了115場並且攻入3球，其中包括於1996年在奧脫福球場對曼聯的賽事中的入球。杜貝利效力車路士期間，球會在1998年先後贏得聯賽盃、歐洲盃賽冠軍盃和歐洲超級盃冠軍，但是杜貝利卻需要與隊友馬塞爾·迪西里和法蘭·拿保夫競爭後衛位置。為了爭取上陣機會，杜貝利在1999年6月以450萬英鎊身價加盟列斯聯。
然而，杜貝利面對著莊拿芬·活基治、多明尼·馬迪奧和里奧·費迪南，所以再次未能打進一隊陣容。杜貝利亦曾牽涉入隊友莊拿芬·活基治和李·保耶的案件。2003/04球季，由於盧卡斯·拉迪比的傷患，加上球會債台高築而出售了莊拿芬·活基治和里奧·費迪南，這些使到杜貝利有常規上陣的機會。然而杜貝利在防線上的表現並不顯眼，借將蘇馬拉·卡馬拉、迪迪埃·多美和青訓產品費沙·李察臣和馬菲·基加隆的表現完全將杜貝利掩蓋了。
當列斯聯降班後，杜貝利在奇雲·布力維爾麾下效力了一個賽季後加盟史篤城，並且成為了球會的常規球員和隊長。杜貝利合共正選上陣了80場。
2007年1月31日，杜貝利轉投雷丁，據稱杜貝利的合約條款中列明倘任何英超球會以80萬英鎊出價羅致他，史篤城必須放行。2007年2月24日，杜貝利在對米杜士堡的賽事中首次聯賽上陣。2009年5月15日，雷丁宣佈不會與杜貝利續約。
2009年7月10日，杜貝利加盟韋甘比並簽下了兩年合約，不久後，杜貝利便被任命為隊長。由於球隊戰績不佳而重整陣容，杜貝利於2010年2月1日同意與韋甘比提前解約。他隨即以短約加盟蘇超球會聖莊士東直到球季結束，並於2010年夏季獲提供一年新約。
於協助聖莊士東取得第8位成功護級後，杜貝利表示希望返回英格蘭接近家人，2011年6月1日正式轉投英乙球會牛津聯，簽約兩年。

## 外部連結
- Michael Duberry profile at readingfc.co.uk
- 足球数据库：米高·杜貝利的球员统计数据